# Pietro Paolo Fusco
Pietro Paolo Fusco (Pontelandolfo, 16 marzo 1880 – Santa Maria Capua Vetere, 24 gennaio 1918) è stato un poeta e medico italiano.

## Biografia
Figlio di Raffaele e Giuseppina Ramerio, insegnanti elementari, frequentò i suoi studi presso il Seminario Diocesano di Cerreto Sannita e il Liceo Giannone di Benevento.
A soli tredici anni scrisse la "Biografia dei laurentini", una lunga composizione poetica che ritraeva satiricamente gli abitanti di San Lorenzello.
A quindici anni assieme al coetaneo Nicola Mattei, futuro prefetto, iniziò la stampa di un giornalino manoscritto dal titolo "L'Ira di Dio". Il primo numero uscì a San Lorenzello il 9 agosto 1895, vigilia della festa patronale di San Lorenzo, e riscosse un notevole successo tanto da poter essere stampato in tipografia e da poter essere diffuso nei paesi vicini.
Nel 1905 conseguì la laurea in medicina presso l'Università degli Studi di Napoli Federico II, ottenendo successivamente le specializzazioni in igiene, ostetricia, bromatologia, medicina navale e coloniale. Desideroso di altri approfondimenti, si recò a Parigi dove assistette alle lezioni di Jean-Baptiste Charcot.
Divenuto medico condotto, si trasferì a Cerreto Sannita dove sposò Bianca Mazzacane, figlia di Pasquale, maggiore esponente del partito politico del senatore Giuseppe D'Andrea. In questo periodo fondò, assieme al farmacista Umberto Franco, un pubblico dispensario gratuito di medicinali.
Pietro Paolo Fusco non trascurò però la passione per la letteratura, fondando nel 1907 il giornale "L'Eco del Sannio", che ebbe una forte diffusione grazie alla numerosa pubblicità finanziata dalle piccole imprese della zona.
Nel 1913, dopo aver vinto un concorso, divenne medico dell'Ospedale Civile Vittorio Emanuele III di Tripoli, dove rimase sino al maggio 1916 quando fu chiamato al fronte durante la prima guerra mondiale.
Per il suo lavoro e la sua dedizione venne premiato con la medaglia di bronzo.
La sua opera sulla Psicologia della morte, passata inosservata, ricevette gli apprezzamenti (postumi) di Enrico Morselli, che la citò nel suo saggio L'uccisione pietosa.
Morì travolto da un treno presso la stazione di Santa Maria Capua Vetere, a soli 37 anni.

## Opere
Si riporta un elenco parziale di opere poetiche e scientifiche:
- Biografia dei Laurentini (1893);
- L'ira di Dio (a partire dal 1895);
- L'Eco del Sannio (a partire dal 1907);
- Ode alla luce elettrica (1908);
- Rendiconto del pubblico dispensario medico chirurgico (1908);
- La chirurgia napoletana a Parigi (1909);
- Psicologia della morte o le ultime sensazioni della vita, Benevento, Tip. Forche Caudine (1911);
- Fisiologia del profumo, Lucera, Stamperia editrice Frattarolo (1912);
- Clima e salute pubblica in Tripolitania (1912);
- I versi di Bianca, Cerreto Sannita, Tip. De Crosta (1914);
- Fegato e cirrosi dispeptica in Tripolitania (1916).